# Nancy Hartsock
Nancy Hartsock (1943 – 19 mars 2015) est une philosophe et politologue féministe américaine.

## Biographie
Nancy Hartsock naît en 1943.
Elle apprécie l'équitation et la musique, jouant du clavecin et s'amusant à en fabriquer un elle-même après sa soutenance de doctorat. Elle possède plusieurs chats, dont quatre nommés Stokely, Annie, Chan et Emma.
En 1985, elle est diagnostiquée avec un cancer du sein très avancé et on lui annonce qu'elle n'a que quelques mois à vivre.
Elle prend sa retraite en 2009.
Elle meurt le 19 mars 2015.

## Carrière
Nancy Hartsock soutient une thèse sur « Philosophy, Ideology, and Ordinary Language:  The Political Thought of Black Community Leaders » (« Philosophie, Idéologie, et Langage Ordinaire : La Pensée Politique des Dirigeants de Communautés Noires ») en 1972. Elle reçoit pour ce travail un doctorat en sciences politiques de l'université de Chicago.
En 1974, son travail sur la théorie féministe commence à être cité dans le magazine féministe trimestriel Quest. Dans les années 1970, Hartsock soutient que les femmes développent leur valeur propre et gagnent en liberté authentique seulement en faisant preuve de solidarité avec les militantes et dissidentes féministes. Elle développe sa théorie féministe du point de vue dans l'article « The Feminist Standpoint ».
Son œuvre majeure est le livre Money, Sex, and Power: Toward a Feminist Historical Materialism, publié en 1983. Dans cet ouvrage, elle contribue à la théorisation de la division sexuelle du travail, et en particulier chez les femmes, en tant que ressource pour le « standpoint féministe ». Elle s'appuie fortement sur les théories marxistes du travail pour les appliquer au féminisme. La même année, elle publie The Feminist Standpoint:  Developing the Ground for a Specifically Feminist Historical Materialism, qui est rapidement repris dans plusieurs anthologies de théorie féministe. Ces ouvrages sont considérés comme des ouvrages fondateurs de la théorie féministe moderne.
Nancy Hartsock intègre les départements de sciences politiques et études de genre à l'université de Washington en 1984. Elle y devient professeure émérite,.
En 1993, elle reçoit un prix de mentorat de l'American Political Science Association Women’s Caucus.
De 1994 à 1995, elle est présidente de l'association des sciences politiques occidentales. En 1999, elle co-fonde le Center for Women & Democracy à Seattle.
En 1998, elle publie The Feminist Standpoint Revisited and Other Essays, où elle détaille ses anciennes thèses.
Dans les années 2000, elle se concentre sur les dynamiques politiques et économiques de la globalisation et leurs conséquences sur le travail et la vie des femmes.

## Postérité
En 2009, alors qu'elle prend sa retraite, l'université de Washington crée un prix à son nom : The Nancy C.M. Hartsock Prize for Best Graduate Paper in Feminist Theory, dédié aux meilleurs articles de recherche en théorie féministe.